# Jasenica (Negotin)
Pour les articles homonymes, voir Jasenica.
Jasenica (en serbe cyrillique : Јасеница) est un village de Serbie situé dans la municipalité de Negotin, district de Bor. Au recensement de 2011, il comptait 500 habitants.
Jasenica est située sur les bords de la Jasenička reka, un affluent du Danube.

## Démographie

### Évolution historique de la population
| 1948  | 1953  | 1961  | 1971 | 1981 | 1991 | 2002 | 2011 |
| ----- | ----- | ----- | ---- | ---- | ---- | ---- | ---- |
| 1 149 | 1 130 | 1 115 | 994  | 850  | 772  | 581  | 500  |

|  |